# Wijkia scabrifolia
Wijkia scabrifolia là một loài rêu trong họ Sematophyllaceae. Loài này được (Broth.) A. Touw mô tả khoa học đầu tiên năm 1978.